# Yog-Sothoth

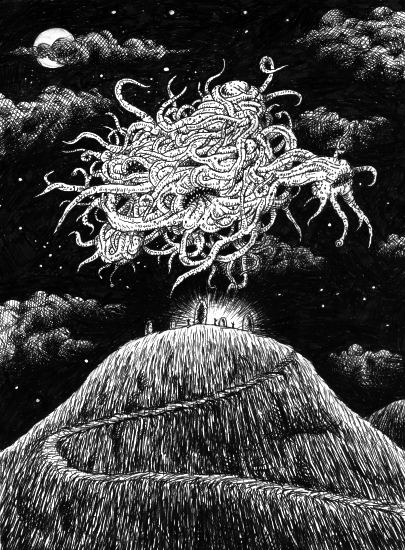
Fri artistisk framställnin av Yog-Sothoth.

Yog-Sothoth, under flera alias (se avsnittet alias), är en fiktiv gudalik varelse i H.P. Lovecrafts litterära verk.
Yog-Sothoth är en yttre gud (Outer God) i Cthulhu-mytologin. Den vistas mellan dimensionerna av rummet och tiden men verkar ändå vara utelåst från vårt universum. Yog-Sothoth visar sig som ett gytter av regnbågsskimrande klot som hela tiden rör sig, stöter emot varandra och ibland förstörs.
Yog-Sothoth nämns bland annat i novellerna "Fasan i Dunwich" (1929), "The Horror in the Museum" (1933) och "Through the Gates of the Silver Key" (1934) av H. P. Lovecraft.
Nämns också i Anders Fagers bok "Samlade svenska kulter. Skräckberättelser", utgiven 2011.

## Alias
- "Iakttagaren vid övergången" (The Lurker at the Threshold)
- "Nyckeln och porten" (The Key and the Gate)
- "Den övergränsande" (The Beyond One)
- "Öppnare av vägen" (Opener of the Way)
- "Den helhetlige" (The All-in-One)
- "Den enhetlige" (The One-in-All)
- "Allomfattande" (All-Encompassing)